# Poemenia brachyura
Poemenia brachyura là một loài tò vò trong họ Ichneumonidae.